# Aiguille Rouge
Pour les articles ayant des titres homophones, voir Aiguilles rouges et Aiguilles Rouges.
L'aiguille Rouge est un sommet de la partie septentrionale du massif de la Vanoise, dans les Alpes françaises, dans le département de la Savoie. Il se situe au nord du mont Pourri, à la limite des territoires des communes de Bourg-Saint-Maurice et de Villaroger.
L'aiguille Rouge est le point culminant de la station de sports d'hiver des Arcs. Son versant oriental fait partie de la réserve naturelle nationale des Hauts de Villaroger.

## Histoire
Son accès est possible par le téléphérique, construit en 1981, qui monte jusqu'au sommet. Ce téléphérique donne accès à plusieurs pistes de ski : l'Aiguille Rouge (noire), les Arandelières (rouge), Robert Blanc (noire) et Génépi (noire). Ces deux dernières font partie des pistes les plus difficiles de la station. La descente s'effectue par le glacier du Varet, présent au sommet.
À partir de 2010, afin de ralentir la fonte du permafrost et prévenir les éboulements rocheux, la société ADS, l'exploitant de la station, installe une bâche protectrice en période estivale afin de limiter la fonte des glaces au sommet.
Dès 2023, l'avenir de l'accès au sommet est questionné. En 2024, après plusieurs années de sondages pour évaluer la fonte du glacier du Varet, ADS requalifie l'unique piste rouge en piste noire afin de réserver cette partie du domaine aux skieurs les plus expérimentés. Le glacier recule chaque année de plusieurs mètres, ce qui raidit la pente et rend plus complexe son entretien. À l'horizon 2028, son accès doit être réglementé en zone de ski libre, sans piste aménagée, en conservant l'accès piéton via la remontée mécanique,.

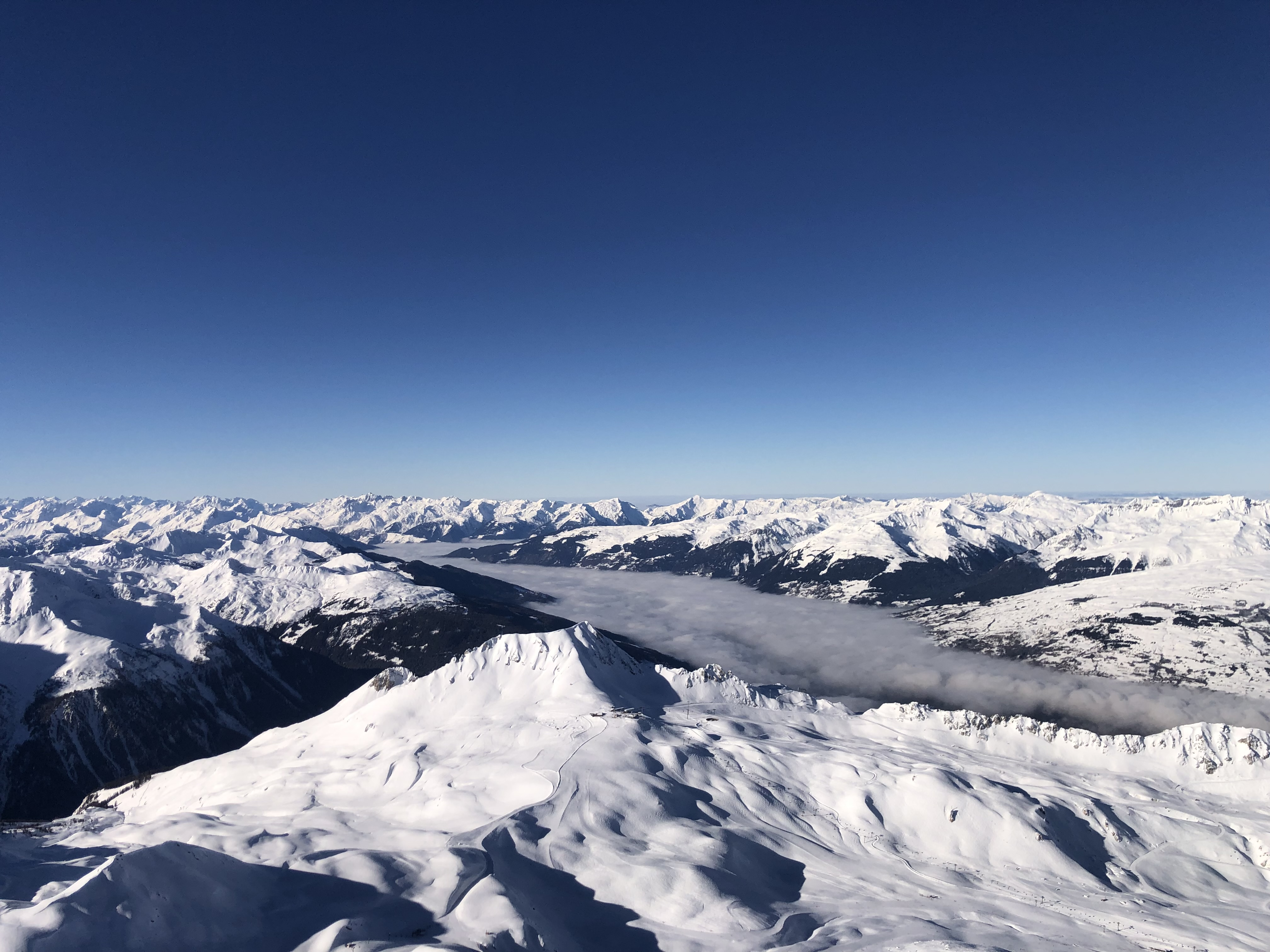
Vue de la Tarentaise depuis l'aiguille Rouge.
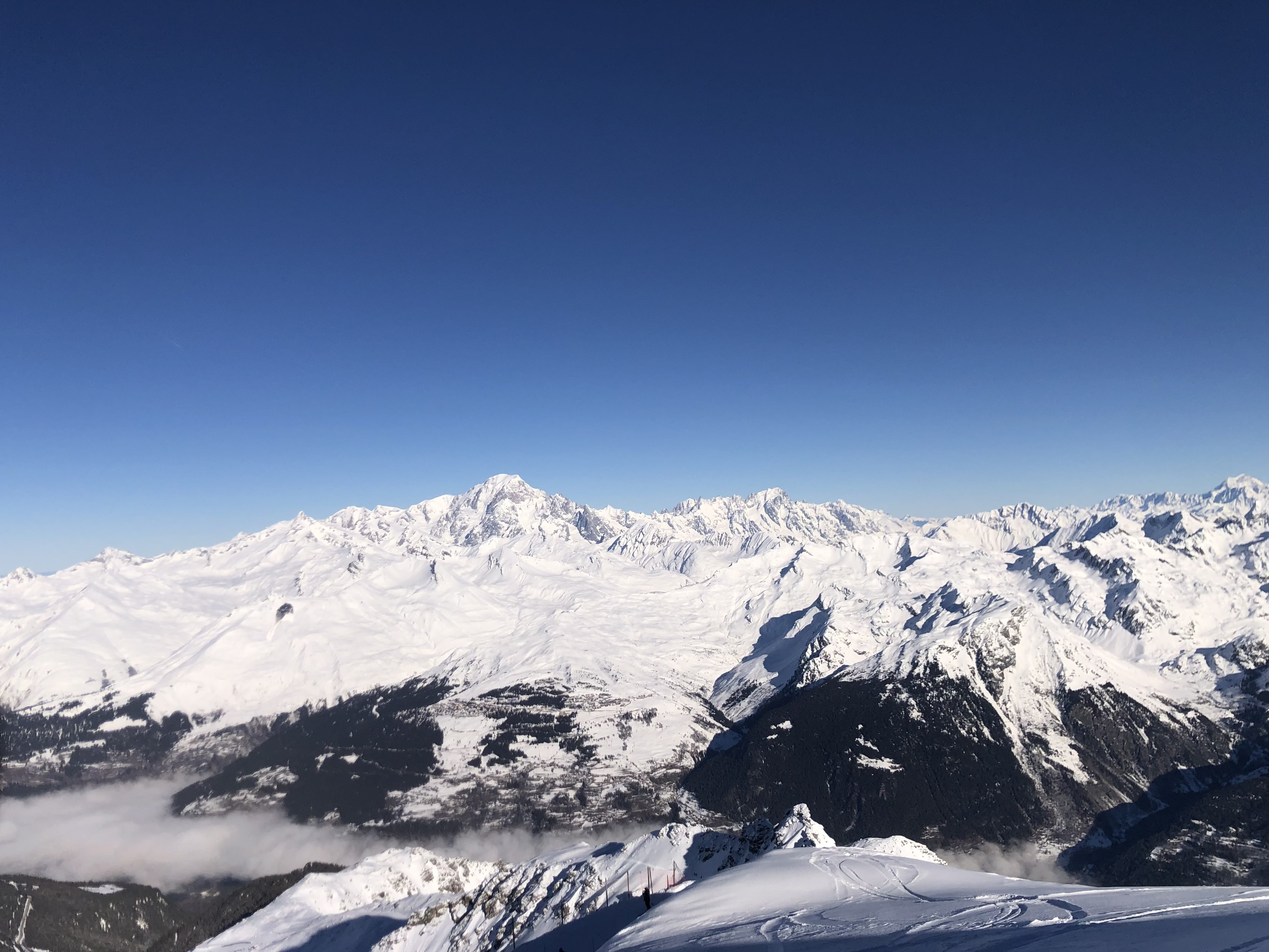
Vue du mont Blanc (à gauche) depuis l'aiguille Rouge.